# 865
865 (DCCCLXV) fue un año común comenzado en lunes del calendario juliano, en vigor en aquella fecha.

## Acontecimientos
- En Rusia, el zar Boris I de Bulgaria se convierte al cristianismo.
- 9 de agosto: cerca de Miranda de Ebro (España) se libra la batalla de la Morcuera, en la que Muhammad I de Córdoba vence a Rodrigo de Castilla.
- Muere el semi-legendario rey Ragnar Lodbrok a manos del rey a Ælla de Reino de Northumbria

## Nacimientos
- Luis III, rey francés (f. 882).
- Roberto I, rey francés (f. 923).

## Fallecimientos
- 3 de septiembre: Anscario, obispo y santo francoalemán (n. 801).
- 11 de noviembre: Petronas el Patricio, general bizantino (n. siglo IX).
- Enero: Ragnar Lothbrok, rey legendario.(n. siglo IX).